# Johann Jürgen Sickert

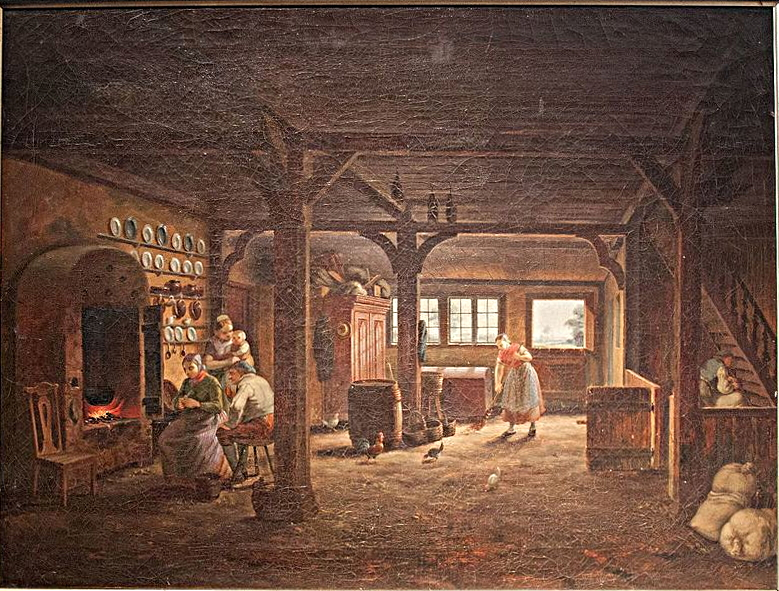
Parasztház belseje

Johann Jürgen Sickert (Flensburg, 1803. december 23. – Altona, 1864. október 4.) német–dán festőművész, fényképész és litográfus.
Az akkor Dániához tartozó Flensburgban született egy tengerész fiaként. Művészi munkája magán viseli mind a korabeli dán, mind a német kultúra jegyeit. VIII. Keresztély dán király uralkodása idején dekorációs festőként dolgozott a királyi palotákban.
1828-ban a ma már Hamburghoz tartozó Altonában megnősült és dán állampolgárságát feladva ott is telepedett le, portréfestőként és restaurátorként kereste kenyerét. 1845-től egyre aktívabban vett részt Altona kulturális életében Fia, Oswald Sickert, valamint unokái, Bernhard és Walter Sickert is festők lettek.

## Fordítás
- Ez a szócikk részben vagy egészben a Johann Jürgen Sickert című német Wikipédia-szócikk ezen változatának fordításán alapul.  Az eredeti cikk szerkesztőit annak laptörténete sorolja fel. Ez a jelzés csupán a megfogalmazás eredetét és a szerzői jogokat jelzi, nem szolgál a cikkben szereplő információk forrásmegjelöléseként.